# 未精製の甘味料の一覧
未精製の甘味料の一覧（みせいせいのかんみりょうのいちらん）について述べる。
甘味料は、通常、植物の果実または樹液から作られるが、植物の他の部分またはそのすべてから作製することもできる。また、酵素を使用してデンプンから作られるものもある。動物（特に昆虫）によって作られた甘味料は、複数の植物に由来するので項を分ける。

## 樹液に由来するもの
ある種の樹液は乾燥または沸騰によって濃縮され甘味料にされる。
- きび砂糖（can suger）、サトウキビジュース、サトウキビシロップ、糖蜜などは、サトウキビの茎から抽出された甘い汁から作られる。
- スイートソルガムシロップ（Sweet sorghum syrup）は、サトウモロコシ（特にS. bicolor）の茎から抽出された甘い汁から作られる。
- トウモロコシ糖（Mexican or maize sugar）は、緑色のトウモロコシの茎の汁を沸騰・濃縮して作られる。
- アガベシロップ（Agave nectar）は、テキーラアガベ（Agave tequilana）を含むリュウゼツラン属植物の樹液から作られる。
- バーチシロップ（Birch syrup）は、白樺の樹液から作られる。
- メープルシロップ（Maple syrup）、メープルタフィー、メープルシュガーなどは、サトウカエデの樹液から作られる。
- パームシュガー（Palm sugar）は、さまざまなヤシの花茎から集めた樹液で作られる。この製法で最も重要な種はインディアンデートパーム（Phoenix sylvestris）だが、パルミラ（Borassus flabelliformis）、ココナッツ（Cocos nucifera）、トディ（Caryota urens）、ゴムチ（Arenga saccharifera）、ニパ（Nypa fruticans）なども用いられる。
- サトウマツ（Sugar Pine）の樹脂。アメリカ合衆国のナチュラリスト、ジョン・ミューアはメープルシュガーよりも優れていると考えていた。
- マンナトネリコ（manna ash）の抽出物は、マンノースとマンニトールを含んでいる。

## 根に由来するもの
特定の植物の塊根からの抽出液は、乾燥や沸騰によって濃縮された甘味料とほぼ同等の甘さを持っている。
- 甜菜糖（Sugar beet syrup、独：Zuckerrubensirup）は、テンサイ（サトウダイコン、Beta vulgaris）の塊根から作られる。糖を精製する副産物としてサトウダイコンの糖蜜も存在するが、これは主に動物の飼料として使用される。
- ヤーコンシロップ（Yacon syrup）は、ヤーコン（Smallanthus sonchifolius）の塊根から作られる。
- スイートシスリー（Sweet Cicely）
- リコリス（Licorice）／スペインカンゾウ

## 花に由来するもの
- オオトウワタ（common milkweed、Asclepias syriaca）の花から水分を沸騰除去することによって、褐色の砂糖を作ることができる。
- マフア（mahua）の蜜からシロップを作ることができる。

## 種子に由来するもの
でんぷん質を持つ種子は、発芽中に形成された酵素の働きや細菌を用いた醗酵によって甘味料に転換される。
- 大麦麦芽シロップ（Barley malt syrup）は、発芽した大麦から作られる。
- 玄米麦芽シロップ（Brown rice malt）は、玄米の穀粒から調理され、麦芽酵素で糖化される。
- 甘酒は麹菌（Aspergillus oryzae）で発酵させた米から作られている。

## 果実に由来するもの
多くのフレッシュフルーツ、ドライフルーツ、フルーツジュースが甘味料として使用されている。
- スイカ糖（Watermelon sugar）は熟したスイカの果汁を沸騰させ濃縮して作られる。
- カボチャ糖（Pumpkin sugar）はテンサイ糖を作るのと同じ方法で、カボチャから作られる。
- デーツ（Dates）（デーツペースト、スプレッド、シロップ、デートシュガーを含む）は、ナツメヤシ（Phoenix dactylifera）の果実から作られる。
- 中東の伝統的な食品ジャラブ（Jallab）は、デーツ、ブドウの糖蜜、ローズウォーターを組み合わせて作られる。
- トルコの伝統的な食品ペクメズ（Pekmez）はブドウ、イチジク、桑のジュースから作られる。
- さまざまな糖蜜が果物から作られる。例えばキャロブ蜜（Carob molasses）は、イナゴマメ（キャロブ）の果肉から作られる。

## 葉に由来するもの
ある種の植物の葉は甘く、甘味料として使用することができる。
- ステビアは、植物全体を利用でき、乾燥させて粉末にし、食物や飲料に用いる。ヒトはステビア甘味料を代謝できず、カロリーとならない。
- アマチャヅル（Jiaogulan、Gynostemma pentaphyllum)は、甘い葉を持つが、ステビアほどの甘味はない。

## 動物等に由来するもの
- ミツバチによって作られるハチミツ
- ハリナシミツバチ（Sugarbag, stingless bees）のハチミツ